# 菲利普·博南
菲利普·博南（法語：Philippe Bonnin，1955年4月30日—），出生于布洛涅-比扬古，法国男子击剑运动员。他曾获得1980年夏季奥运会击剑比赛男子花剑团体金牌。他也在1978年世界锦标赛上获得男子花剑团体银牌。